# Ere di Myst
Ciò che segue è una lista delle Ere visitate nel gioco di Myst.

## Isola di Myst
| Creature:    | Farfalle, uccelli, pesci (RealMyst)                                                                          |
| Geografia:   | piccola isola irregolare circondata da alcuni piccoli isolotti minori, circondata da mare a perdita d'occhio |
| Abitanti:    | nessun nativo                                                                                                |
| Vegetazione: | erba e un piccolo boschetto di conifere.                                                                     |
| Scritta da:  | Katrin e Ti'ana                                                                                              |

L'isola di Myst è una delle più famose Ere collegate ad Atrus. Fu scritta originariamente dalla nonna di Atrus, Ti'ana, come rifugio sicuro per sé e per Catherine durante i loro sforzi per intrappolare Gehn su Riven. In seguito divenne la casa di Atrus e Catherine, come pure dei loro figli Sirrus e Achenar. Qui Atrus scrisse molte delle sue Ere.
Col tempo, Sirrus e Achenar finirono per usare le Ere di Myst per i propri scopi, distrussero la biblioteca che conteneva i libri scritti da Atrus e intrappolarono il padre in una cripta su D'ni, prima di essere a loro volta intrappolati all'interno di due libri-prigione che lo stesso Atrus aveva precedentemente preparato.
Un libro di collegamento verso Myst, che Atrus aveva gettato nella Fenditura Stellare durante la sua fuga da Riven, venne per caso trovato da un personaggio misterioso conosciuto come lo Straniero, che riuscì a liberare Atrus dalla sua prigione.
Lo Straniero aiutò in seguito Atrus e la sua famiglia in varie occasioni, a cominciare con la liberazione di Catherine dalla prigionia di Gehn su Riven, e al salvataggio della popolazione di Riven dalla tirannia di Gehn e dal loro mondo moribondo.
In seguito agli eventi in Riven: Il seguito di Myst, Atrus e Catherine abbandonarono completamente l'era, a causa dei molti ricordi dolorosi del tradimento dei loro figli dappertutto sull'isola.
All'epoca degli eventi in Uru: Ages Beyond Myst, avvenuti nel 2004, circa duecento anni dopo l'avventura originale, l'uscita della biblioteca e l'accesso all'ascensore sono stati murati dalla figlia di Atrus e Catherine, Yeesha. Solo la sala principale della biblioteca e il camino sono visitabili. Rimane sconosciuto in che stato sia all'epoca l'isola di Myst, ma in Myst V: End of Ages, ambientato in un imprecisato futuro rispetto ad Uru, l'isola di Myst può essere rivisitata. L'intera isola è in rovina, e tutti i macchinari sono inutilizzabili o rotti. C'è una tempesta continua sopra l'isola, e l'accesso al libro di collegamento per tornare a K'veer, se mai ancora integro, non è più disponibile.
È stato rivelato da Cyan che l'isola di Myst vista nei giochi è in realtà solo una piccola parte della vera isola: nei giochi sono presenti solo quelle zone che celavano i libri di collegamento di Atrus rimasti intatti. L'isola come la si vede nel gioco non mostra gli altri nascondigli, né gli appartamenti di Atrus e della sua famiglia, posti sottoterra, a cui si accedeva dall'ascensore della biblioteca che nel gioco porta solo al piano superiore.

## Selenitica
| Creature:    | Pipistrelli abitanti un tunnel sotterraneo      |
| Geografia:   | Isola con un grosso cratere da impatto allagato |
| Abitanti:    | Nessuno                                         |
| Vegetazione: | Un piccolo boschetto                            |
| Scritta da:  | Atrus                                           |

Una delle Ere scritte da Atrus durante la sua permanenza su Myst, l'Era Selenitica appare alquanto bizzarra, sebbene molto intrigante. È inabitata, e il suo aspetto brullo e desolato trasmettono al visitatore una sensazione di straniamento.
L'Era Selenitica è l'unica era in Myst che era originariamente inabitata all'epoca in cui Atrus vi si collegò per la prima volta. Atrus, nei suoi diari, descrive una sensazione di inadeguatezza dopo il suo primo arrivo, e poco dopo una massiccia pioggia di meteoriti cambiò considerevolmente l'aspetto dell'isola. Ciò che una volta era un verde e lussureggiante territorio fu trasformato in una landa brulla, con la sola eccezione di una piccola zona, che Atrus in seguito chiamò l'Oasi.
Atrus nota anche la vasta varietà di suoni che sente durante la sua visita all'Era Selenitica: cascate, venti che fischiano al passaggio in mezzo a peculiari formazioni cristalline, lava che scorre nelle profondità della terra. Per nascondere il suo libro di collegamento verso Myst sull'era, Atrus si ingegna a costruire una serratura che richiede l'immissione, nella giusta sequenza, dei suoni dell'isola in un dispositivo. Dietro la porta chiusa dalla serratura si cela un vasto dedalo di gallerie attraversabile con uno strano veicolo, progettato secondo la tecnologia D'ni.
RAWA ha affermato che il nome di questa Era derivi da una connessione con la Luna (dal nome della dea greca della Luna Selene). È possibile, ma non confermato, che la tempesta di meteoriti a cui Atrus assistette nella sua prima visita fosse stata causata in qualche modo dalla luna di quell'era. Un'altra possibilità è che il nome abbia a che fare col minerale chiamato selenite presente sull'isola. In ogni caso, il vero motivo per cui Atrus abbia chiamato così quest'Era rimane sconosciuto.
Va notato che il nome Selenitica per quest'Era non viene mai letto o pronunciato da nessuna parte nel gioco originale, nel manuale o sulla confezione. Solo in seguito, nell'hint book ufficiale, nella colonna sonora ufficiale, e infine nel remake RealMYST, in cui uno dei diari di Atrus ha scritto sul dorso "THE SELENITIC AGE OF MYST", viene presentato il nome ufficiale dell'Era. Ancora, Atrus menziona quest'era chiamandola "Selenitica" nel diario che possiamo leggere in Myst III: Exile.

## Nave di Pietra
| Creature:    | Varia fauna acquatica |
| Geografia:   | Isolotto roccioso circolare, costituito da una grossa altura appuntita che esce dal mare, in cui si trovano incastonate la poppa e la prua di una nave di legno; circondata da altri scogli aguzzi e da oceano a perdita d'occhio |
| Abitanti:    | Popolazioni viventi al di là del mare, in particolare tre ragazzi |
| Vegetazione: | nessuna |
| Scritta da:  | Atrus |

Atrus scrisse l'Era della Nave di Pietra durante il periodo in cui abitò sull'isola di Myst. Durante i suoi viaggi verso l'Era, egli trovò  tre ragazzi, Emmit, Branch e Will, che affermarono di essere abitanti di una zona vicina, venuti per curiosità a vedere cosa stesse succedendo sull'isola. I ragazzi sembravano poco interessati a spiegare come avessero fatto ad arrivare da soli sull'isola, vista la mancanza di alcuna terra all'orizzonte, né mostravano interesse nel sapere come avesse fatto Atrus ad arrivare lì. Comunque sia, presto divennero compagni di giochi per i figli di Atrus, Sirrus e Achenar.
Il tempo era mite; una fresca brezza lambiva l'isola, cosa che permetteva all'aria di non divenire mai troppo calda. Occasionalmente, e solo in seguito all'arrivo di Atrus, si manifestavano piogge e piccole tempeste, cosa che spaventava i ragazzi.
L'Era deve il suo nome ad una nave che Atrus tentò di scrivere nell'Era; egli intendeva usarla per l'esplorazione dell'Era, ma per ragioni non note, probabilmente per imperizia, la nave si manifestò incastonata nella roccia e divisa in due. Lo stesso Gehn l'aveva raccomandato di non scrivere manufatti direttamente in un'Era. Malgrado il vascello fosse inutilizzabile per lo scopo per cui era stato creato, esso piacque ad Atrus ed ai ragazzi perché era largo, possedeva cabine confortevoli, ed era stabile. La nave inoltre permetteva l'accesso a due caverne situate sull'isola che portavano a quelle che diventarono le stanze di Sirrus e Achenar. Poco tempo dopo, Atrus iniziò la costruzione di altri edifici: in particolare, un faro, che sperava gli avrebbe permesso di comunicare con le popolazioni al di là del mare, di cui ogni tanto gli areva di scorgere luci all'orizzonte. Il progetto ebbe successo, e ben presto altra gente cominciò ad arrivare alla "Roccia".
Lasciò in seguito l'Era per dieci anni, per vedere cosa sarebbe potuto succedere ad un'Era senza la sua presenza. Al suo ritorno, trovò una numerosa colonia stabilitasi attorno al faro. Alcune fonti indicavano che gli abitanti avessero trovato dell'oro, e la pace regnava sull'Era.
Quando Sirrus e Achenar saccheggiarono le Ere di Atrus, i racconti che abbiamo dell'Era della Nave di Pietra cambiarono radicalmente. Non è dato sapere cosa successe alla gente che abitava la Roccia, ma quando lo Straniero arrivò nell'Era, egli non trovò segni di vita. Se gli abitanti fossero stati cacciati da Sirrus e Achenar, o peggio uccisi, potrebbe non essere possibile saperlo mai. Secondo le testimonianze, pare che il clima mite dell'Era mutò in costanti tempeste e piogge, ma il vero motivo di questo cambiamento è oggetto di dibattito.

## Meccanica
| Creature:    | Nessuna conosciuta; possibili pesci                                                                                             |
| Geografia:   | Piccolo isolotto tondo circondato da quattro scogli orientati secondo i punti cardinali; circondato da acqua a perdita d'occhio |
| Abitanti:    | Qualche umano, e alcuni pirati dal mare                                                                                         |
| Vegetazione: | Nessuna |
| Scritta da:  | Atrus |

L'Era Meccanica è considerata una delle ultime Ere scritte e visitate da Atrus nel periodo in cui abitava su Myst. Al suo arrivo, incontrò un vecchio, che ad Atrus ricordò Emmit, che gli raccontò la caotica storia dell'isola. Questo ne è un breve riassunto:
Molti anni prima, nel luogo dove si trovavano i due, sorgeva una vasta isola. L'isola possedeva una grande città, abitata da molta gente pacifica. La popolazione aveva costruito un posto di guardia sulla costa orientale, in attesa di visitatori: essi non possedevano mezzi di trasporto, e la sola cosa che potessero fare era attendere l'arrivo di stranieri, amici o nemici.
Infine, arrivarono entrambi. Visitatori amichevoli li misero in guardia su una flotta di Navi dalle Vele Nere che attaccavano e distruggevano tutto ciò che incontravano. Le Navi vennero, e affondanrono nell'oceano gran parte delle costruzioni dell'isola, lasciando solo le torri di guardia e un cielo grigio e nuvoloso. L'isola, una volta grande, subì dopo l'attacco il montare del livello delle acque, che portò alla formazione di piccoli isolotti attorno ad un corpo centrale ristretto. Atrus fu informato dai sopravvissuti (all'epoca ridotti al numero di 9) del ritorno delle Navi Nere, e decise di aiutarli. Portò con sé i suoi figli Sirrus e Achenar come aiuto. Riuscirono a costruire una fortezza rotante e a sconfiggere le Navi Nere, che non tornarono più.
La gente festeggiò la propria salvezza, e Atrus ripartì soddisfatto. Sirrus e Achenar, però, tornarono, e compirono atti molto al di là di quanto chiunque si fosse aspettato... Questa Era, come le altre Ere di Myst, è stata depredata e presenta le prove dell'assassinio delle persone che vi vivevano un tempo.
I sopravvissuti avevano detto che i cieli dell'Era Meccanica sarebbero rimasti grigi fino al giorno in cui l'ultima nave pirata non sarebbe affondata sotto il mare. In Myst, il cielo dell'Era Meccanica è azzurro, cosa che pone interessanti domande riguardo al fato dei pirati, e al loro legame con Sirrus e Achenar, in quanto nessuno dei diari di Atrus superstiti racconta di ulteriori incontri tra lui e i pirati.

## Channelwood
| Creature:    | Rane e uccelli (e verosimilmente pesci)                                                |
| Geografia:   | Un'isola semi-affondata nel mare, ora ricoperta da un'alta foresta, con un promontorio |
| Abitanti:    | popolazione di scimmie semi-intelligenti, e un uomo, ora morti o scomparsi             |
| Vegetazione: | Alti alberi                                                                            |
| Scritta da:  | Atrus                                                                                  |

L'Era di Channelwood fu scritta da Atrus durante il periodo di Myst. Quando vi si collegò per la prima volta, l'Era era per la maggior parte coperta d'acqua che periodicamente diveniva di un curioso colore arancione. Su Channelwood esisteva solo una piccola isola; il resto dell'Era consisteva di alti alberi che spuntavano dall'oceano circostante, le cui chiome rappresentavano l'unico spazio abitabile oltre alla piccola isola rocciosa. Era possibile spostarsi da una base di un albero all'altro grazie ad una rete di passerelle di legno appositamente costruite. Atrus trovò l'Era e gli alberi abitata da molti esseri arboricoli simili a scimmie; queste creature apparivano senzienti, e parlavano tra loro in una lingua che Atrus trovò alquanto difficile da comprendere. Comunque, la cosa più strana che Atrus trovò quando si collegò all'Era fu un vecchio uomo che parlava la sua lingua. Il vecchio raccontò ad Atrus la strana leggenda di Channelwood. Per cominciare, l'uomo sembrava aspettarsi l'arrivo di qualcuno della sua specie, perché disse ad Atrus che era arrivato tardi. Quindi proseguì descrivendo il modo in cui lì andavano le cose un tempo:
Una volta, c'era un'isola sotto di loro. Su quest'isola vivevano degli esseri umani, e gli esseri arboricoli, che vivevano sugli alberi, vivevano in pace con loro. Ad un certo punto, delle scosse cominciarono a smuovere l'isola: presto, questa cominciò ad affondare in mare. Secondo l'uomo, gli umani si erano in qualche modo sacrificati per fermare il collasso dell'isola, mentre il gruppo dei sopravvissuti si trasferì sugli alberi e sul piccolo promontorio dell'isola, unici posti rimasti loro. Tuttavia, essi non erano adatti alla vita sugli alberi, e perirono tutti, tranne lui stesso.
Durante la sua permanenza, Atrus costruì anche un sistema idrodinamico su Channelwood per dare potenza agli ascensori che portavano alle capanne sugli alberi. Alla fine, il vecchio si fece lanciare in mare dagli arboricoli. Il mare stesso, da arancione mutò in blu, e si quietò. Atrus non riuscì bene a spiegarsi questo fenomeno.
Secondo i diari di Atrus, i suoi figli furono capaci di comunicare con gli arboricoli molto meglio di lui, e alla fine permise loro di visitare Channelwood da soli. Cosa ne è oggi di queste creature arboricole è un mistero. Si crede possano essere stare sterminate da Sirrus e Achenar.
Atrus menziona Channelwood nel suo diario in Myst III: Exile.

## D'ni ('Dunny')
Nel gioco originale di Myst, D'ni era chiamato "Dunny" (che in Australia è una parola di slang per "gabinetto"). Fu ben presto cambiato in "D'ni" ed il nome corretto si trova in realMyst. Il concetto di regno D'ni e la parola stessa "Dunny" provengono da un racconto che il creatore di Myst, Robyn Miller stava scrivendo circa un impero sotterraneo che abitava le caverne del sottosuolo, e di un ragazzino che scopre che questo impero è in realtà la sua perduta casa. Il libro era intitolato Dunny Hut, ma non fu mai completato. Quando Rand e Robyn Miller progettarono Myst, decisero di riprendere alcune delle idee dal racconto Dunny Hut per creare la storia dietro all'avventura del gioco.
La stanza conosciuta semplicemente come "D'ni" o "Dunny" in Myst è in realtà solo una piccola parte del grande complesso delle caverne D'ni, situata sull'isola di K'veer.

## Rime
| Creature:    | creature simili a balene, e verosimilmente una popolazione di animali simili a lupi o orsi, riconoscibile da ululati e ruggiti lontani |
| Geografia:   | isola circolare ghiacciata, circondata da icebergs                                                                                     |
| Abitanti:    | nessuno |
| Vegetazione: | nessuna visibile |
| Scritta da:  | Atrus |

Un'aggiunta del gioco realMyst (non tradotto in italiano) rispetto all'originale Myst, anche chiamata Era di neve, è nascosta in un nuovo puzzle sull'isola di Myst.
L'Era di Rime era un'Età di ghiaccio e neve disabitata che Atrus scrisse per poter lavorare con alcuni cristalli che aveva scoperto avere alcune delle proprietà dei cristalli di collegamento. È stata probabilmente una delle ultime Ere che scrisse durante il periodo di Myst.
Rime era molto probabilmente sopra il circolo polare Artico del suo mondo, dal momento che è stato registrato che il sole non apparì mai in quell'Era. Oltretutto, le condizioni di Rime erano condizioni difficili - faceva sempre un freddo terribile e nevicava (fatto sconcertante per Atrus, che era cresciuto in un clima desertico, non era abituato al freddo,  e dalle registrazioni sul suo diario non aveva mai visto la neve; lui la chiama, rimanendo stupefatto, "piume di ghiaccio intricate che cadono dal cielo").
Atrus costruì un osservatorio su Rime sia sul terreno che sotterraneo. Mentre era su Rime, Atrus cominciò a notare le Luci del Nord di quell'Era. Queste affascinarono sia lui che i suoi figli Sirrus e Achenar. Sia Atrus che i figli condussero un esperimento su Rime per cercare di poter ricreare le luci a volontà, creando alcune grosse torri di metallo, che conducevano elettricità a partire dall'acqua. Essi furono in grado di capire qualcosa su ciò che aveva creato quelle luci.
Oltre che con le luci, Atrus spese molto tempo facendo esperimenti coi cristalli di collegamento. Catherine ebbe un grande interesse per questo progetto, facendo persino uno dei suoi rari usi di un libro di collegamento per viaggiare fino a Rime. Uno dei principali obiettivi di questo viaggio era visitare Riven, che né Atrus né Catherine avevano visto per un lungo periodo, ed un'Era di cui entrambi volevano sapere qualcosa. Riuscirono sia a puntare i cristalli verso altre Ere, che a far apparire finalmente Riven nel visore. Ad ogni modo, il conflitto che coinvolgeva Riven ebbe una svolta improvvisa che lo portò lontano dall'Era ghiacciata di Rime.
Rime gioca un ruolo importante in Myst IV: Revelation. Una versione modificata del Visore di Cristallo di Rime si trova nel laboratorio di Atrus su Tomahna. È anche il posto dove Atrus trascorre la maggior parte del tempo durante il gioco, bloccato da una tempesta di neve.

## Ere non visitabili
Queste sono Ere di cui sappiamo veramente molto poco, talvolta solo il nome, note solo per le citazioni che Atrus fa mentre discute sui suoi diari dei progressi da lui fatti su un'altra Era.

### Aspermere
Atrus sperimentò l'olografia su questa Era. Non si sa se semplicemente cominciò lui su questa Era gli esperimenti o se invece la tecnologia olografica fosse già in possesso della popolazione di Apermere. Probabilmente, fu una combinazione delle due cose.

### Everdunes
L'Era di Everdunes, come il nome suggerisce (in inglese, "sempredune"), è un'Era molto desolata. Atrus la descrive come una superficie dalla temperatura molto alta e senz'acquae, tuttavia con vasta presenza di piante e animali, molti sottoterra, sotto le dune di sabbia. Atrus fa anche menzione del suo stupore sulla loro esistenza, in quanto non le scrisse esplicitamente nell'Era.
Everdunes è chiaramente un'Era a cui Atrus si dedicò molto, a leggere i suoi scritti rimasti. Era la casa di una civiltà guidata da una donna di nome Pran.
C'è anche menzione di un altro gruppo di abitanti su quest'Era, noti come Chochtic, sebbene nulla si sa di loro se non che fossero una seria minaccia per Pran e il suo popolo.
(EN)  Atrus' Everdunes journal

### Osmoian
Non si sa niente riguardo a questa Era tranne il suo nome, menzionato da Atrus nel suo diario di Channelwood.
Il nome stesso è un gioco di parole su un precedente gioco di Cyan, Cosmic Osmo.

### Terrel
Un'Era menzionata solo in una frase di uno dei diari di Atrus sull'Era della Nave di Pietra (presente sul libretto della colonna sonora di Myst). Le monete nella cassettiera di Sirrus nell'Era della Nave di Pietra provengono da qui.

### Siti Web Ufficiali
- (EN) Sito ufficiale di Myst (non più aggiornato), su myst.com. URL consultato il 29 dicembre 2005 (archiviato dall'url originale il 27 dicembre 2005).